# Den Nye By 09 - Sakin Live
Den Nye By 09 – Sakin Live er et live album fra The Dreams som blev udgivet d. 2. marts 2009. Udgivet af Black Pelican og produceret af Chief 1. Sakin Live indeholder alle 5 musikvideos, alle Backstage videos og live sange. Den Nye By 09 er samme sange fra "Den Nye By", bare med 3 nye sange "Snob", "Lorteliv" og "25 (Den Nye By prt.2)".

## Spor
1. Det Fortabte Slæng
2. Backstabber
3. Ingen Kan Erstatte Dig
4. Verden Vil Bedrages
5. Lorteliv *
6. Himlen Falder Helvede kalder
7. 22(Den Nye by)
8. Alda
9. La' Mig Være
10. Snob *
11. Glem & Start Igen
12. The Rise And Fall Of Du & Jeg
13. Efterspil
14. 25(Den Nye By prt.2) *
15. Himlen Falder Helvede Kalder(Live)
16. Glem & Start Igen(Live)
17. Verden Vil Bedrages(Live)
18. Ingen Kan Erstatte Dig(Live)
19. Backstabber(Live)

Markering med * er nye sange

## DVD: Sakin Live
1. Himlen Falder Helvede Kalder (Live Performance)
2. Glem & Start Igen (Live Performance)
3. Verden Vil Bedrages (Live Performance)
4. Ingen Kan Erstatte Dig (Live Performance)
5. Backstabber (Live Performance)
6. Sa Sa Sa (Live Performance)

## Musikvideoer
- La' Mig Være
- Himlen Falder Helvede Kalder
- Backstabber
- 25 (Den Nye By prt.2

- Backstage Access Videoer.